# جمانة حداد
جمانة حداد (6 ديسمبر 1970، بيروت) كاتبة ومترجمة وصحافية لبنانية. منذ عام 2014 يتم اختيارها سنوياً كواحدة من المئة امرأة عربية الأكثر نفوذاً في العالم (جاءت في المرتبة 36 في سنة 2016) من جانب مجلة Arabian Business، بسبب نشاطها الثقافي والاجتماعي.
هي من عائلة سلوم، وتعود أصولها إلى بلدة يارون العاملية (جنوب لبنان).

## نبذة عنها
تعمل جمانة حداد مسؤولةً عن الصفحة الثقافية في جريدة النهار اللبنانية، وأستاذة في الجامعة اللبنانية الأميركية في بيروت. هي ناشطة في مجال حقوق المرأة، ومؤسسة مجلة «جسد» الثقافية المتخصصة في آداب الجسد وعلومه وفنونه. تولّت بين عامي 2007 و2011 مهمّة التنسيق الإداري للجائزة العالمية للرواية العربية (أو الـبوكر العربية)، وهي الآن عضو في مجلس أمناء الجائزة.
أصدرت مجموعات شعرية عدّة نالت صدى نقدياً واسعاً في لبنان والعالم العربي، كما تُرجم بعضها إلى لغات أجنبية. أجرت سلسلة من الحوارات مع مجموعة كبيرة من الكتاب العالميين، من أمثال أومبيرتو إكو، بول أوستر، جوزيه ساراماغو، باولو كويلو، بيتر هاندكه وآخرين. تتقن سبع لغات، ولها ترجمات في الشعر والرواية والمسرح لعددٍ من الأدباء العرب والعالميين، منها «انطولوجيا الشعر اللبناني الحديث» بالإسبانية التي صدرت في إسبانيا كما في بلدان مختلفة من أميركا اللاتينية.
جمانة حداد عضو في مجلس أمناء منظمة «دوت» غير الحكومية التي تعنى بالتمكين الاقتصادي للنساء في المناطق الريفية، كما أنها عضو في مجلس مستشاري منظمة «مارش» غير الحكومية التي تناضل في سبيل حرية التعبير في لبنان.

## الجوائز
- نالت عام 2006 جائزة الصحافة العربية.

- نالت في أكتوبر 2009 جائزة «شمال جنوب» للشعر في بيسكارا، إيطاليا.

- اختيرت في أكتوبر 2009 واحدة من أبرز 39 كاتبا عربيا تحت سن التاسعة والثلاثين، في اطار مشروع بيروت 39.

- نالت في أبريل 2010 جائزة بلو ميتروبوليس للأدب العربي (الماجدي بن ظاهر) في مونتريال، كندا.

- نالت في أغسطس 2010 جائزة رودولفو جنتيلي في بورتو ريكاناتي، إيطاليا.

- نالت في نوفمبر 2012 جائزة كوتولي العالمية للصحافة في صقلية، إيطاليا.

- عُيِّنت في تموز 2013 سفيرة فخرية للثقافة وحقوق الإنسان في منطقة المتوسط من جانب عمدة مدينة نابولي الإيطالية.

- نالت في فبراير 2014 جائزة المسيرة الشعرية من مؤسسة «أركيكولتورا» في بييمونتي، إيطاليا.

## اثارتها للجدل
مًنعت في مارس 2015 من الدخول للبحرين لحضور فعالية ربيع الثقافة نتيجة ضغط من الجماعات الإسلامية وذلك لإلحادها وانطلقت حملة في تويتر عبر وسم #البحرين_لا_ترحب_بالملحدين.
ترشحت في لائحة المجتمع المدني في دائرة بيروت الأولى في الانتخابات النيابية 2018، رغم تصريحها في أول يوم للانتخابات بأن ماكينتها الانتخابية أعلمتها أنها فازت. لكن تبين في اليوم التالي أنها لم تفز. ظهرت في مقابلة في برنامج منا وجر على شاشة إم تي في اللبنانية، أشارت فيها إلى حصول تلاعب في نتائج الانتخابات ما حرمها من المقعد وأنها ستطعن في نتائج الانتخابات.
قامت في العام 2018 وبخطوة جريئة بتزويج عروسين زواجاً مدنياً في لبنان وذلك على شاطئ مدينة صور الجنوبية. كتبت على حسابها الخاص عبر تويتر: «باسم الحبّ الذي منحني شرف أن أجمعكما هذا المساء، أعلنكما من الآن فصاعداً زوجةً وزوجها».
أسست في العام 2019 «مركز جمانة حداد للحريات» وهو «منظمة علمانية مستقلّة أُنشِئت بهدف توعية الشباب اللبناني وتثقيفه وتعبئته، من أجل النهوض بالعلمانية والمواطَنة والمساواة وقبول الاختلاف والحريات الفردية».

## أعمالها
* لها في الشعر:
- وقتٌ لحلم، 1995، بيروت.

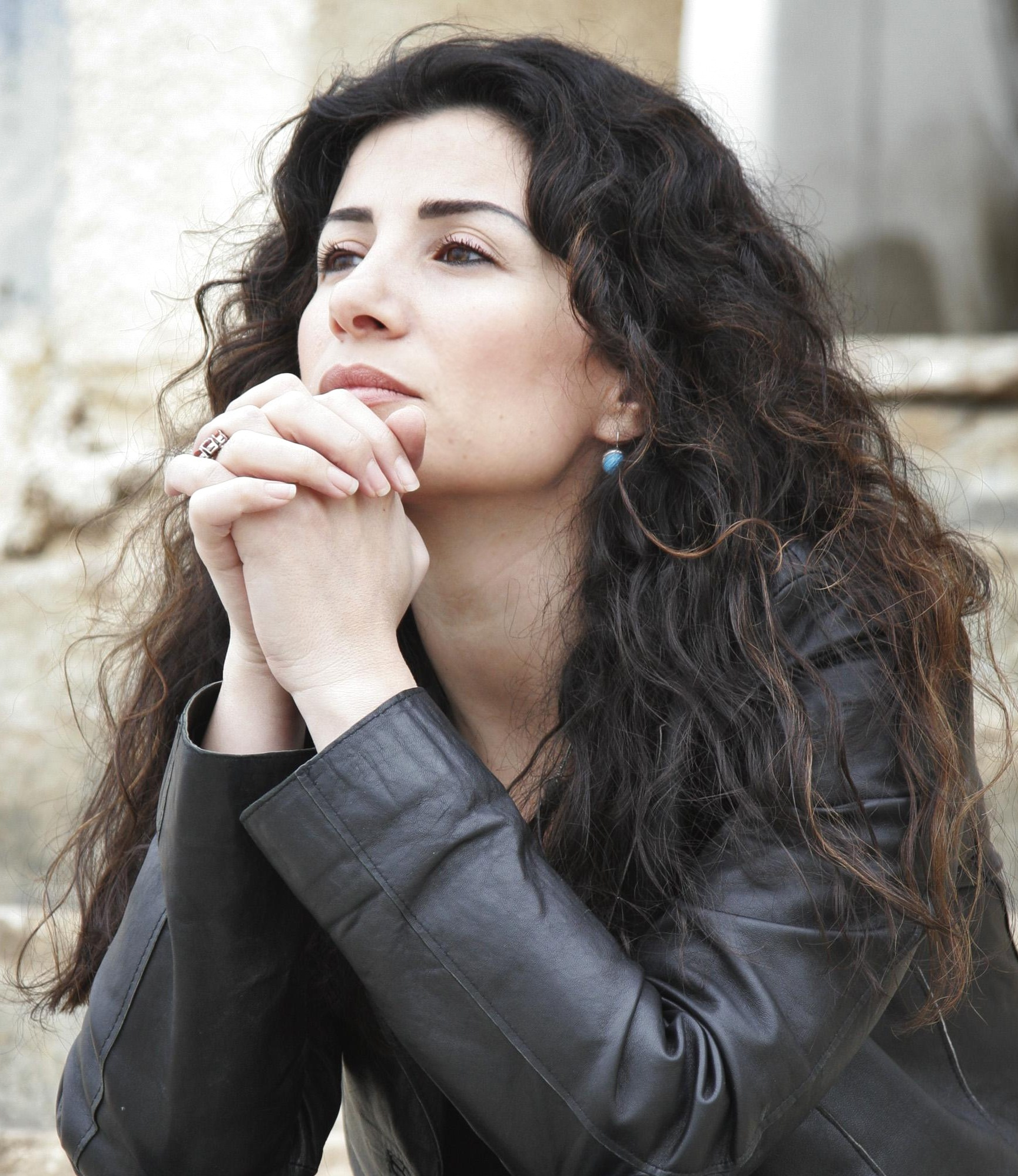
بعدسة لوران دينيمال.

- دعوة إلى عشاء سرّي، 1998، دار النهار للنشر، بيروت.
- يدان إلى هاوية، 2000، دار النهار للنشر، بيروت.
- لم أرتكب ما يكفي، 2003، مختارات شعرية، دار كاف نون، القاهرة.
- عودة ليليت، 2004، دار النهار للنشر، بيروت/ 2007، دار آفاق، القاهرة.
- النمرة المخبوءة عند مسقط الكتفين، 2007، مختارات شعرية، منشورات الاختلاف والدار العربية للعلوم، الجزائر.
- عادات سيئة، 2007، مختارات شعرية، الهيئة العامة لقصور الثقافة، القاهرة.
- مرايا العابرات في المنام، 2008، دار النهار للنشر والدار العربية للعلوم، بيروت/ 2010، دار آفاق، القاهرة.
- كتاب الجيم، 2011، الدار العربية للعلوم، بيروت.

* لها في النثر:
- هكذا قتلت شهرزاد، 2010، ساقي بوكس، لندن (صدر في 13 بلداً و12 لغة في العالم، منها العربية).
- سوبرمان عربي، 2012، وستبورن بريس، لندن (الأصل بالإنكليزية وترجم إلى الفرنسية والإيطالية والإسبانية والكرواتية والعربية).

* لها في الترجمة:

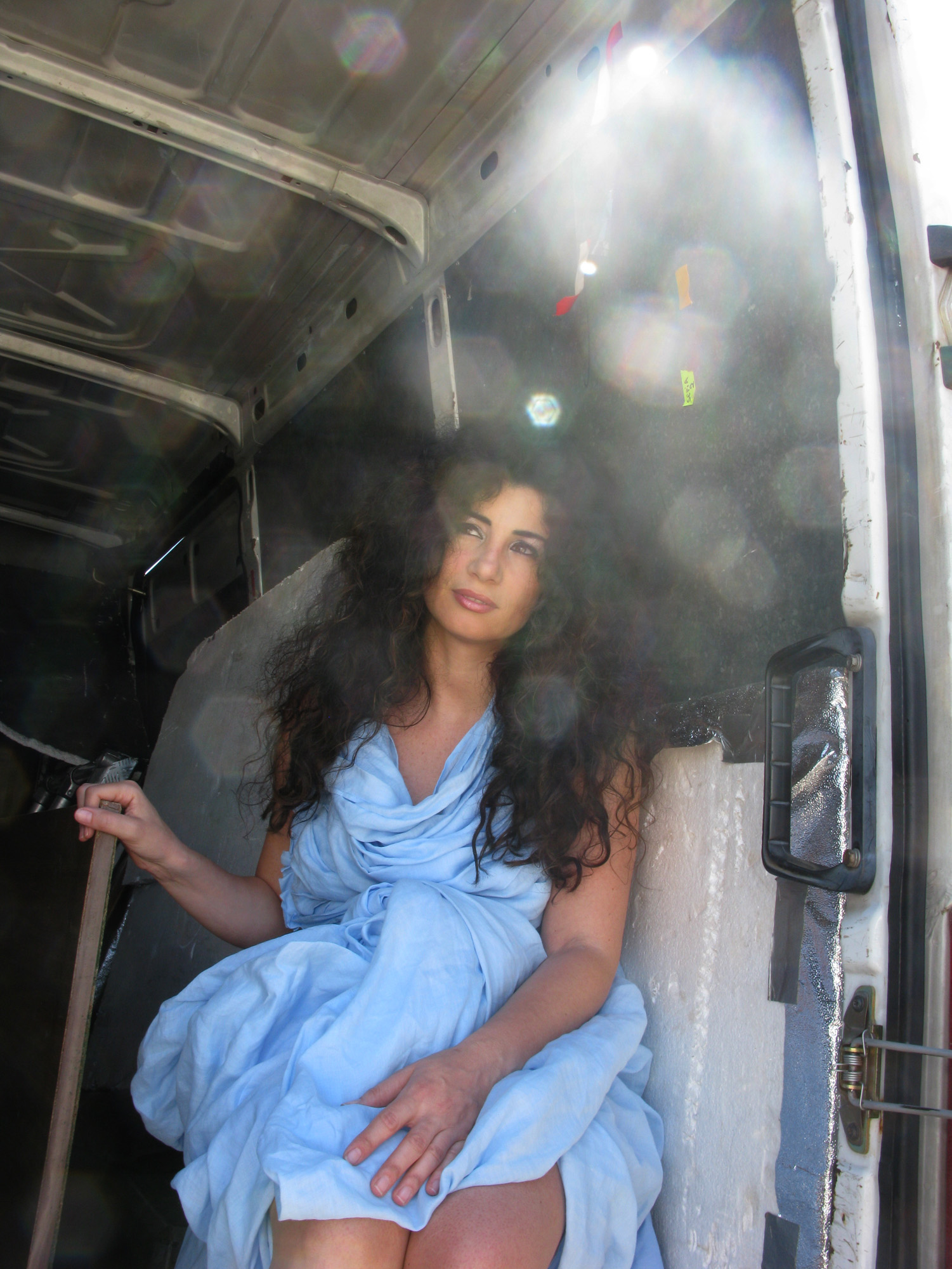
جمانة حداد في كواليس "شو عم يصير؟"، حزيران يونيو 2009.

- لمسات الظل،2002، شعر، ايمانويل ميناردو، عن الإيطالية، المؤسسة العربية للدراسات والنشر، بيروت.
- بيروت عندما كانت مجنونة،2003، رواية، انطونيو فيراري، عن الإيطالية، دار النهار للنشر، بيروت.
- هناك حيث يشتعل النهر، انطولوجيا الشعر اللبناني الحديث بالإسبانية

Fundación Editorial El Perro y la Rana, Caracas, Venezuela, 2006
- سيجيء الموت وستكون له عيناك: مئة وخمسون شاعراً انتحروا في القرن العشرين، 2007، دار النهار للنشر والدار العربية للعلوم، بيروت.

### لها في الرواية
- «بنت الخياطة» (دار هاشيت أنطوان ـــ 2018)[7]

* لها في أدب الأطفال:
- رواد يولد من جديد، 2011، (الدار العربية للعلوم). صدر في الإيطالية (موندادوري) والإسبانية (فازو روتو).

* لها في الحوار:
- صحبة لصوص النار، 2006، دار النهار للنشر، بيروت – دار أزمنة، عمّان.

* تُرجم لها:

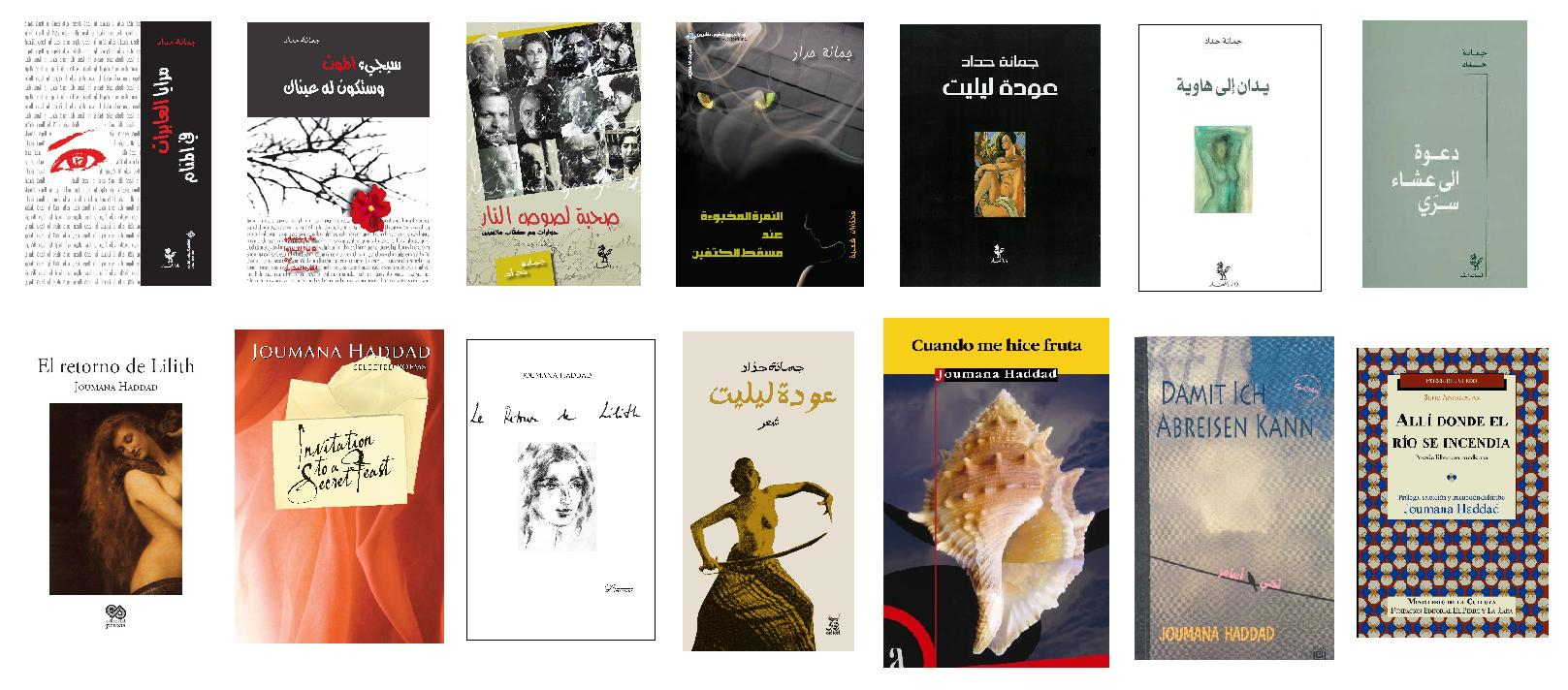
بعض كتب جمانة حداد.

- Damit ich abreisen kann, 2006, Lisan Verlag, Basel, Switzerland.مختارات شعرية بالألمانية
- Cuando me hice fruta, 2006, Monte Ávila Editores, Caracas, Venezuela. مختارات شعرية بالإسبانية
- El retorno de Lilith

- 2007, Editorial Praxis, Mexico, Mexico

- Diputacion Provincial de Malaga, Mar Remoto, 2010 «عودة ليليت» بالإسبانية

- Le retour de Lilith, 2007, Editions L’Inventaire, Paris, France. «عودة ليليت» بالفرنسية
- Invitation to a Secret Feast, 2007, Tupelo Press, Vermont, USA.مختارات شعرية بالإنكليزية
- Liliths Wiederkehr, 2008, Hans Schiler Verlag, Berlin, Germany. «عودة ليليت» بالألمانية
- Adrenalina, 2009, Edizioni del Leone, Venice, Italy.مختارات شعرية بالإيطالية
- Il ritorno di Lilith, 2009, Edizioni l'Asino d'Oro, Rome, Italy. «عودة ليليت» بالإيطالية
- Lilits Aterkomst, 2010, Tranan, Stockholm, Sweden. «عودة ليليت» بالاسوجية
- Miroirs des passantes dans le songe, 2010, Al Dante, Paris, France. «مرايا العابرات في المنام» بالفرنسية
- Espejos de las fugaces, 2010, Vaso Roto, Mexico, Mexico. «مرايا العابرات في المنام» بالإسبانية

## حياتها الشخصية
تزوجت مرتين وأنجبت ولديّن من زواجها الأول.